# Catherine Rousso
Pour les articles homonymes, voir Rousso.
Catherine Rousso, née le 29 juin 1944 à Beaumont-sur-Sarthe et morte le 11 juin 2015 à Paris, est une journaliste de mode, rédactrice en chef « Mode » du magazine féminin Elle à partir de 1969 et ce, durant plus de quatre décennies.

## Biographie
Catherine Rousso commence sa carrière journalistique en 1962, au Jardin des Modes comme assistante de Melka Tréanton.
En 1965, elle est engagée par Dominique Peclers pour diriger le bureau de style junior des grands magasins du Printemps. Elle y achète les premiers modèles d'un tout jeune styliste japonais alors inconnu, Kenzo.
En 1969, à 25 ans, elle entre à la rédaction de mode du magazine Elle. Bousculant les classiques «panoplies» montrant la tenue complète d'un couturier, elle inaugure le style mix and match qui mélange les pièces de différentes provenances et autorise chaque femme à personnaliser ses tenues.
Puis, en coopération avec le photographe et directeur artistique Fouli Elia, elle crée et dirige la rubrique des « Idées-Elle », photographiant pour la première fois des vêtements en natures mortes à-plat, sans la présence d'un mannequin.
Elle devient ensuite rédactrice en chef adjointe mode, puis rédactrice en chef mode, continuant d'imposer un style, une esthétique, dont le magazine Elle est encore imprégné aujourd’hui.
Dès les années 1970 à Elle, Catherine Rousso soutient un jeune créateur, Jean-Charles de Castelbajac et lui accorde plus d'une dizaine de couvertures du magazine : « Catherine est venu me chercher » précise t-il.
Tout au long de sa carrière, elle ne cessera de détecter les nouveaux talents et de promouvoir leurs débuts de Jean-Paul Gaultier à Nicolas Ghesquière, de Bouchra Jarrar à Guillaume Henry, d'Isabel Marant à la japonaise Sacai.
Catherine Rousso réalise en 2011 sa dernière série pour le magazine, avec Tilda Swinton photographiée par Jean-Baptiste Mondino. Elle meurt le 11 juin 2015,.